# Iñigo Córdoba
Iñigo Córdoba Querejeta (Bilbao, Vizcaya, 13 de marzo de 1997) es un futbolista español que juega en la demarcación de extremo. Actualmente milita en el Burgos C. F. de la Segunda División de España.

## Trayectoria

### Inicios en el Athletic Club
Íñigo llegó en 2009 a la disciplina del Athletic Club, en categoría infantil. En 2014 ascendió al segundo filial, el C. D. Basconia, donde jugó 34 partidos y marcó cuatro goles. En 2015 promocionó al Bilbao Athletic, que se encontraba en Segunda División. El 12 de septiembre debutó con el filial, tras sustituir a Aitor Seguín, en un encuentro ante el Valladolid. Tras otro año en el filial, en Segunda División B, subió al primer equipo para disputar la temporada 2017-18 de Primera División junto a Unai Núñez.
El 20 de agosto de 2017 debutó con el primer equipo rojiblanco, en Primera División, ante el Getafe CF (0-0). El 24 de agosto debutó en Liga Europa, ante el Panathinaikos (1-0). Tras la grave lesión que sufrió Iker Muniain, el 28 de septiembre, se convirtió en un habitual en las alineaciones para Ziganda durante dos meses. Desde diciembre hasta finales de febrero, no consiguió ser titular en ningún partido.
El 9 de abril de 2018 logró su primer gol oficial con el Athletic Club, en el Estadio de la Cerámica, en la victoria por 1-3 ante el Villarreal. Dos semanas después asistió a Iñaki Williams en el Santiago Bernabéu, ante el Real Madrid, en un encuentro que acabó empate a uno. Acabó su primera temporada en el club con 41 partidos disputados, siendo una de las revelaciones del equipo.
El 8 de marzo de 2020, en el último partido antes del parón por la pandemia, asistió en el segundo y anotó el cuarto tanto en la goleada por 1 a 4 ante el Real Valladolid. El 20 de junio asistió a Íñigo Martínez para que marcara su primer tanto de rojiblanco, en un encuentro ante el Real Betis (1-0).

### Cesión al Alavés y al Go Ahead
El 1 de febrero de 2021 se marchó al Deportivo Alavés de la Primera División para jugar como cedido lo que quedaba de temporada. En abril fue operado de la rodilla derecha, por lo que su paso por el club vitoriano se redujo a siete encuentros.
El 31 de agosto de 2021, renovó su contrato hasta 2023 con el Athletic Club y fue cedido por una campaña al Go Ahead Eagles de la Eredivisie, equipo de la ciudad de Deventer. El 11 de septiembre marcó en su debut con el equipo neerlandés en un derrota por 5 a 2 frente al SC Cambuur. También anotó frente al PSV Eindhoven y el RKC Waaljwijk, lo que le llevó a situarse como máximo goleador del equipo con tres tantos en cinco encuentros. Su racha aumentó al anotar tres goles en tres partidos consecutivos frente a Vitesse, Almere City y Fortuna Sittard.
El 18 de enero de 2022 marcó de cabeza al SC Heerenveen (0-1) el gol que dio el pase a los cuartos de final de la KNVB Cup El 27 de febrero marcó el primer gol en la victoria ante el Ajax de Ámsterdam (2-1), consiguiendo así su décimo gol de la temporada. Tres días después inauguró el marcador de cabeza en las semifinales de Copa ante el PSV Eindhoven, aunque finalmente fue eliminado (1-2). Al término de la campaña, regresó al Athletic Club después de haber sido el máximo goleador del club con doce tantos en 35 encuentros. Sin embargo, el 7 de julio el club rojiblanco le dio la carta de libertad.

### Fortuna Sittard
El 22 de julio de 2022 se comprometió con el Fortuna Sittard, con el que firmó un contrato de tres campañas.

### Burgos CF
El 28 de julio de 2024 fichó por el Burgos CF de Segunda División, donde jugaba su hermano Aitor.El 7 de septiembre anotó, en el Estadio El Alcoraz, el gol de la victoria frente a la SD Huesca (0-1).

## Selección nacional
El 14 de noviembre de 2017 debutó con la selección sub-21 de España, ante Eslovaquia, al sustituir en el descanso a Oyarzábal, marcando gol y dando una asistencia en un partido de clasificación para la Eurocopa sub-21 de 2019.

## Clubes
| Club                      | País         | Año       |
| ------------------------- | ------------ | --------- |
| C. D. Basconia            | España       | 2014-2015 |
| Bilbao Athletic           | España       | 2015-2017 |
| Athletic Club             | España       | 2017-2022 |
| Deportivo Alavés (cedido) | España       | 2021      |
| Go Ahead Eagles (cedido)  | Países Bajos | 2021-2022 |
| Fortuna Sittard           | Países Bajos | 2022-2024 |
| Burgos C. F.              | España       | 2024-     |

## Estadísticas
- Actualizado a 21 de septiembre de 2024.[34]

| C. D. Basconia · España                                              | 3.ª                 | 2014-15             | 34  | 4  | -  | - | -  | - | 34  | 4  |
| C. D. Basconia · España                                              | Total               | Total               | 34  | 4  | -  | - | -  | - | 34  | 4  |
| Bilbao Athletic · España                                             | 2.ªB                | 2015-16             | 21  | 0  | -  | - | -  | - | 21  | 0  |
| Bilbao Athletic · España                                             | 2.ªB                | 2016-17             | 32  | 4  | -  | - | -  | - | 32  | 4  |
| Bilbao Athletic · España                                             | Total               | Total               | 53  | 4  | -  | - | -  | - | 53  | 4  |
| Athletic Club · España                                               | 1.ª                 | 2017-18             | 30  | 1  | 1  | 0 | 10 | 0 | 41  | 1  |
| Athletic Club · España                                               | 1.ª                 | 2018-19             | 23  | 0  | 3  | 0 | -  | - | 26  | 0  |
| Athletic Club · España                                               | 1.ª                 | 2019-20             | 24  | 1  | 2  | 0 | -  | - | 26  | 1  |
| Athletic Club · España                                               | 1.ª                 | 2020-21             | 3   | 0  | -  | - | -  | - | 3   | 0  |
| Athletic Club · España                                               | Total               | Total               | 80  | 2  | 6  | 0 | 10 | 0 | 96  | 2  |
| Deportivo Alavés · España                                            | 1.ª                 | 2020-21             | 7   | 0  | -  | - | -  | - | 7   | 0  |
| Deportivo Alavés · España                                            | Total               | Total               | 7   | 0  | -  | - | -  | - | 7   | 0  |
| Go Ahead Eagles · Países Bajos                                       | 1.ª                 | 2021-22             | 30  | 9  | 5  | 3 | -  | - | 35  | 12 |
| Go Ahead Eagles · Países Bajos                                       | Total               | Total               | 30  | 9  | 5  | 3 | -  | - | 35  | 12 |
| Fortuna Sittard · Países Bajos                                       | 1.ª                 | 2022-23             | 31  | 5  | 1  | 0 | -  | - | 32  | 5  |
| Fortuna Sittard · Países Bajos                                       | 1ª                  | 2023-24             | 33  | 4  | 3  | 0 | -  | - | 36  | 4  |
| Fortuna Sittard · Países Bajos                                       | Total               | Total               | 64  | 9  | 4  | 0 | -  | - | 68  | 9  |
| Burgos CF · España                                                   | 2.ª                 | 2024-25             | 32  | 3  | 0  | 0 | -  | - | 32  | 3  |
| Burgos CF · España                                                   | Total               | Total               | 32  | 3  | 0  | 0 | -  | - | 32  | 3  |
| Total en su carrera                                                  | Total en su carrera | Total en su carrera | 305 | 31 | 15 | 3 | 10 | 0 | 320 | 34 |
| (1) Incluye datos de Copa del Rey. (2) Incluye datos de Liga Europa. |                     |                     |     |    |    |   |    |   |     |    |

## Palmarés

### Campeonatos nacionales
| Título              | Club          | País   | Año  |
| ------------------- | ------------- | ------ | ---- |
| Supercopa de España | Athletic Club | España | 2021 |

### Reconocimientos individuales
| Distinción                                       | Año  |
| ------------------------------------------------ | ---- |
| Seleccionado en el Once de Oro del Fútbol Draft. | 2017 |

## Vida personal
Sus hermanos Aitor (1995) y Asier (2000) también son futbolistas profesionales.